# A Hero
A Hero (bra: Um Herói)(persa:قهرمان, romanizado: Ghahreman) é um filme iraniano de 2021 escrito e dirigido pelo cineasta iraniano Asghar Farhadi e estrelado por Amir Jadidi e Mohsen Tanabandeh. Em junho de 2021, o filme foi selecionado para concorrer à Palma de Ouro. No Festival de Cannes de 2021, o filme ganhou o Grand Prix.

## Sinopse
Rahim está na prisão por causa de uma dívida que não conseguiu pagar. Durante uma licença de dois dias, ele tenta convencer seu credor a retirar sua reclamação contra o pagamento de parte da quantia. Mas as coisas não saem como planejado.

## Elenco
- Amir Jadidi como Rahim
- Mohsen Tanabandeh como Bahram
- Sahar Goldoost como Farkhondeh
- Fereshteh Sadr Orafaie como Sra. Radmehr
- Sarina Farhadi como Nazanin

## Produção
O filme entrou em pré-produção em junho de 2020 e foi gravado até dezembro do mesmo ano. A produção ocorreu em Shiraz.

## Lançamento
A Memento Films comprou os direitos do roteiro de Farhadi durante o European Film Market 2020 em Berlim. Em abril de 2021, foi revelado que a Amazon Studios havia adquirido os direitos de distribuição do filme nos Estados Unidos.
No Brasil, foi lançado pela California Filmes nos cinemas em 28 de julho de 2022, e posteriormente entrará na Rede Telecine, devido a um acordo de exclusividade feito com a distribuidora. Antes do lançamento, foi apresentado na Mostra Internacional de Cinema de São Paulo 2021 e no Festival Varilux de Cinema Francês 2022.

## Recepção
No agregador de críticas dos Estados Unidos Rotten Tomatoes, na pontuação onde a equipe do site categoriza as opiniões da grande mídia e da mídia independente apenas como positivas ou negativas, o filme tem um índice de aprovação de 96% calculado com base em 168 comentários dos críticos. Por comparação, com as mesmas opiniões sendo calculadas usando uma média aritmética ponderada, a nota alcançada é 8.20/10 que é seguida do consenso: "A Hero encontra o roteirista e diretor Asghar Farhadi mais uma vez lutando com temas pesados – com o público emergindo como o vencedor."
Já no outro agregador também dos Estados Unidos, o Metacritic, que calcula as notas usando somente uma média aritmética ponderada de críticos que escrevem em maioria apenas para a grande mídia, o filme tem 39 avaliações da imprensa anexadas no site e uma pontuação de 82 entre 100, com a indicação de "aclamação universal".